# Augusta Bellingham
Augusta Mary Monica Bellingham, marchesa di Bute (19 agosto 1880 – 16 maggio 1947), è stata una nobile britannica.

## Biografia
Era la figlia di Sir Alan Henry Bellingham, e di sua moglie, Lady Constance  Noel, figlia di Charles Noel, II conte di Gainsborough.

## Matrimonio
Sposò, il 6 luglio 1905 al Castello di Bellingham, John Crichton-Stuart, IV marchese di Bute, figlio di John Crichton-Stuart, III marchese di Bute. Ebbero sette figli:
- Lady Mary Crichton-Stuart (8 maggio 1906-1980), sposò Edward Walker, ebbero due figlie;
- John Crichton-Stuart, V marchese di Bute (4 agosto 1907-14 agosto 1956);
- Lady Jean Crichton-Stuart (28 ottobre 1908-23 ottobre 1995), sposò James Bertie, ebbero due figli;
- Lord Robert Crichton-Stuart (12 dicembre 1909-1976), sposò Lady Janet Egida Montgomerie, ebbero due figlie;
- Lord David Crichton-Stuart (8 febbraio 1911-1970), sposò Ursula Packe, ebbero due figlie;
- Lord Patrick Crichton-Stuart (1 febbraio 1913-5 febbraio 1956), sposò Jane von Bahr, ebbero due figli;
- Lord Rhidian Crichton-Stuart (4 giugno 1917-25 giugno 1969), sposò Selina van Wijk, ebbero tre figli.

## Morte
Morì il 16 maggio 1947.

## Ascendenza
|                                        |                                       |                                           | Genitori                                                                     |  |  | Nonni |  |  | Bisnonni                          |  |  | Trisnonni       |  |
|                                        |                                       |                                           |                                                                              |  |  |       |  |  | sir Alan Bellingham, II baronetto |  |  | Alan Bellingham |  |
|                                        |                                       |                                           |                                                                              |  |  |       |  |  | sir Alan Bellingham, II baronetto |  |  | Alan Bellingham |  |
|                                        |                                       | Anne Cairnes                              |                                                                              |  |  |       |  |  | sir Alan Bellingham, II baronetto |  |  |                 |  |
| sir Alan Bellingham, III baronetto     |                                       |                                           |                                                                              |  |  |       |  |  | sir Alan Bellingham, II baronetto |  |  |                 |  |
|                                        |                                       | Elizabeth Walls                           | rev. Rees Edward Walls                                                       |  |  |       |  |  |                                   |  |  |                 |  |
|                                        |                                       | Elizabeth Walls                           | rev. Rees Edward Walls                                                       |  |  |       |  |  |                                   |  |  |                 |  |
|                                        |                                       | Elizabeth Walls                           | Mary Booth                                                                   |  |  |       |  |  |                                   |  |  |                 |  |
| sir Henry Bellingham, IV baronetto     |                                       | Elizabeth Walls                           |                                                                              |  |  |       |  |  |                                   |  |  |                 |  |
|                                        |                                       | Henry Clarke                              | …                                                                            |  |  |       |  |  |                                   |  |  |                 |  |
|                                        |                                       | Henry Clarke                              | …                                                                            |  |  |       |  |  |                                   |  |  |                 |  |
|                                        |                                       | Henry Clarke                              | …                                                                            |  |  |       |  |  |                                   |  |  |                 |  |
| Elizabeth Clarke                       |                                       | Henry Clarke                              |                                                                              |  |  |       |  |  |                                   |  |  |                 |  |
|                                        |                                       | Elizabeth Claypon                         | …                                                                            |  |  |       |  |  |                                   |  |  |                 |  |
|                                        |                                       | Elizabeth Claypon                         | …                                                                            |  |  |       |  |  |                                   |  |  |                 |  |
|                                        |                                       | Elizabeth Claypon                         | …                                                                            |  |  |       |  |  |                                   |  |  |                 |  |
| Augusta Bellingham                     |                                       | Elizabeth Claypon                         |                                                                              |  |  |       |  |  |                                   |  |  |                 |  |
|                                        | Charles Noel, I conte di Gainsborough | sir Gerard Noel, II baronetto             |                                                                              |  |  |       |  |  |                                   |  |  |                 |  |
|                                        | Charles Noel, I conte di Gainsborough | sir Gerard Noel, II baronetto             |                                                                              |  |  |       |  |  |                                   |  |  |                 |  |
|                                        | Charles Noel, I conte di Gainsborough | Diana Middleton, II baronessa Barham      |                                                                              |  |  |       |  |  |                                   |  |  |                 |  |
| Charles Noel, II conte di Gainsborough | Charles Noel, I conte di Gainsborough |                                           |                                                                              |  |  |       |  |  |                                   |  |  |                 |  |
|                                        |                                       | Elizabeth Grey                            | George Grey, I baronetto di Fallodon                                         |  |  |       |  |  |                                   |  |  |                 |  |
|                                        |                                       | Elizabeth Grey                            | George Grey, I baronetto di Fallodon                                         |  |  |       |  |  |                                   |  |  |                 |  |
|                                        |                                       | Elizabeth Grey                            | Mary Whitbread                                                               |  |  |       |  |  |                                   |  |  |                 |  |
| lady Constance Noel                    |                                       | Elizabeth Grey                            |                                                                              |  |  |       |  |  |                                   |  |  |                 |  |
|                                        |                                       | William George Hay, XVIII conte di Erroll | William Hay, XVII conte di Erroll                                            |  |  |       |  |  |                                   |  |  |                 |  |
|                                        |                                       | William George Hay, XVIII conte di Erroll | William Hay, XVII conte di Erroll                                            |  |  |       |  |  |                                   |  |  |                 |  |
|                                        |                                       | William George Hay, XVIII conte di Erroll | Alicia Eliot                                                                 |  |  |       |  |  |                                   |  |  |                 |  |
| lady Ida Hay                           |                                       | William George Hay, XVIII conte di Erroll |                                                                              |  |  |       |  |  |                                   |  |  |                 |  |
|                                        |                                       | lady Elizabeth FitzClarence               | Guglielmo IV, re del Regno Unito di Gran Bretagna e Irlanda e re di Hannover |  |  |       |  |  |                                   |  |  |                 |  |
|                                        |                                       | lady Elizabeth FitzClarence               | Guglielmo IV, re del Regno Unito di Gran Bretagna e Irlanda e re di Hannover |  |  |       |  |  |                                   |  |  |                 |  |
|                                        |                                       | lady Elizabeth FitzClarence               | Dorothea Jordan                                                              |  |  |       |  |  |                                   |  |  |                 |  |
|                                        |                                       | lady Elizabeth FitzClarence               |                                                                              |  |  |       |  |  |                                   |  |  |                 |  |